# Клелії
Клелії або Клуїлії (лат. Cloelii, Cluilii) — патриціанський рід Стародавнього Риму, що вів своє походження від міфічного Клелія, супутника Енея. Обіймав провідне становище у м. Альба-Лонга. Був пов'язаний зі знатними родами еквів та сабінян. Після підкорення Альба-Лонги давньоримським царем Туллом Гостілієм у VII ст. до н. е., Клелії перебираються до Риму, де отримують статус патриція та входять до сенату. Був одними з впливових родів царського Риму та початку Римської республіки. Проте вже до I ст. до н. е. представники роду відійшли від впливу на державні справи, залишивши лише собі значні статки. Клелії носили когномени Тулл та Сікул.

## Найвідоміші
- Гай Клуїлій — останній цар Альба-Лонги
- Клелія — героїня опору Порсені, царю (ларсу) еструського міста Клузій
- Квінт Клелій Сікул — консул 498 року до н. е.
- Тит Клелій Сікул — військовий трибун з консульськими повноваженнями 444 року до н. е.
- Клелій Тулл — сенатор, посланець до м. Фідени
- Публій Клелій Сікул — військовий трибун з консульськими повноваженнями 378 року до н. е.
- Квінт Клелій Сікул — цензор 378 року до н. е.
- Публій Клелій Сікул — давньоримський жрець, цар священнодійства з 180 року до н. е.
- Тит Клелій — монетарій з 128 року до н. е.
- Тит Клелій — квестор 95 року до н. е.
- Клелія — дружина диктатора Луція Корнелія Сулли
- Квінт Клелій — едил 39 року до н. е.